# Empis dahuriensis
Empis dahuriensis är en tvåvingeart som beskrevs av Igor Shamshev 2002. Empis dahuriensis ingår i släktet Empis och familjen dansflugor. Inga underarter finns listade i Catalogue of Life.